# Кулішівка (Роменський район)
Куліші́вка — село в Роменському районі Сумської області. Населення становить 345 осіб. Входить до складу Недригайлівської селищної громади. Розташоване над річкою Хусь.
Відоме найдавнішим (і донедавна єдиним) у світі пам'ятником мамонту (1841).

## Географія
Село Кулішівка знаходиться на березі річки Хусь, яка через 2 км впадає в річку Сула, вище за течією на відстані 1,5 км розташоване село Хоружівка, нижче за течією на відстані 1,5 км розташовані села Костянтинів і Бродок. По селу протікає пересихаючий струмок з загатою.

## Історія
З кінця XIV століття українські землі, як і Недригайлівщина (та Кулішівка) входили до складу Великого Князівства Литовського.
Із 1569 року і до половини XVII ст. західна Недригайлівщина належала Речі Посполитій-Польщі, натомість її східні, а також південні землі були московськими. У такий спосіб через землі, де зараз Кулішівка, проходив рубіж, котрий розмежовував Литовсько-Польську Річ Посполиту і царську Московщину. Про цей історичний факт свідчить цікавий топонім. Так, один з лісів поблизу Кулішівки носить назву Полулях, оскільки половина лісу перебувала під владою Московщини, а інша Речі Посполитої (поляків тоді називали ляхами).
Вважається, що село було засноване, як козацьке поселення у XVII ст. Існує дві основні легенди про походження назви села. Перша говорить про те, що назва села пішла від прізвиська козацького отамана, що заснував село, якого звали Куліш. Тоді, після переходу Недригайлівщини під владу Московського царства, на цих землях був розташований Сумський козацький полк. А Куліш був сотником цього полку. За іншою легендою після переходу Недригайлівщини під владу Московського царства, ці землі почали заселяти українські козаки. Один з обозів козаків, рухаючись на нові землі, після тривалого походу зупинився на землях, де зараз розташована Кулішівка для перепочинку. Тут козаки зварили свою традиційну страву куліш, а згодом саме на цьому місці вирішили й збудувати слободу, яка отримала назву Кулішівка на честь козацької страви.
У першій половині XIX століття на цьому місці було знайдено добре збережені рештки мамонтів й інших ссавців льодовикового періоду.
За свідченням історичних джерел, село Кулішівка у першій половині XIX століття належало представникові знатного роду Юрію Головкіну, котрий був попечителем Харківського університету. Його маєток розташовувався неподалік (за 3 км) від Кулішівки. Восени 1839 року граф розпочав будівництво гуральні.
Копаючи яму під фундамент, робітники наштовхнулися на величезні кістки і, злякавшись, відразу повідомили про це графа. Рештки невідомих тварин знайшли саме в період, коли науковці тільки-но починали вивчати доісторичних істот. Юрій Головкін, як освічена забезпечена для свого часу людина, збагнув, що йшлося про справжню археологічну знахідку, й відразу ж повідомив про це свого друга, професора медицини Харківського університету Івана Йосиповича Калениченка.
Видатний вчений-натураліст зацікавився знахідкою і особисто прибув у Кулішівку з експедицією. Розкопки на березі річки Хусь тривали десять днів поспіль.
Повністю закінчити роботу не вдалося. На заваді стали ґрунтові води. Проте археологам пощастило зібрати два повних скелети мамонтів. Відтак, на території України рештки мамонта були знайдені вперше.
Щоб увіковічити цей факт, а заразом і пограничний статус Кулішівки 1841 року було встановлено дуже оригінальний пам'ятник, що зображав мамонта.
Село постраждало внаслідок геноциду українського народу, проведеного урядом СРСР в 1932—1933 роках.
До 2016 року орган місцевого самоврядування — Кулішівська сільська рада.
12 червня 2020 року, відповідно до розпорядження Кабінету Міністрів України № 723-р «Про визначення адміністративних центрів та затвердження територій територіальних громад Сумської області», село увійшло до складу Недригайлівської селищної громади.
19 липня 2020 року, в результаті адміністративно-територіальної реформи та ліквідації Недригайлівського району, село увійшло до складу новоутвореного  Роменського району.

## Населення

### Мова
Розподіл населення за рідною мовою за даними перепису 2001 року:
| Мова       | Кількість | Відсоток |
| ---------- | --------- | -------- |
| українська | 343       | 99.42%   |
| російська  | 2         | 0.58%    |
| Усього     | 345       | 100%     |

## Відомі люди
- Грибеник Сергій Вікторович (1988—2014) — солдат Збройних сил України, учасник російсько-української війни[5].